# عمارة بارونية إسكتلندية

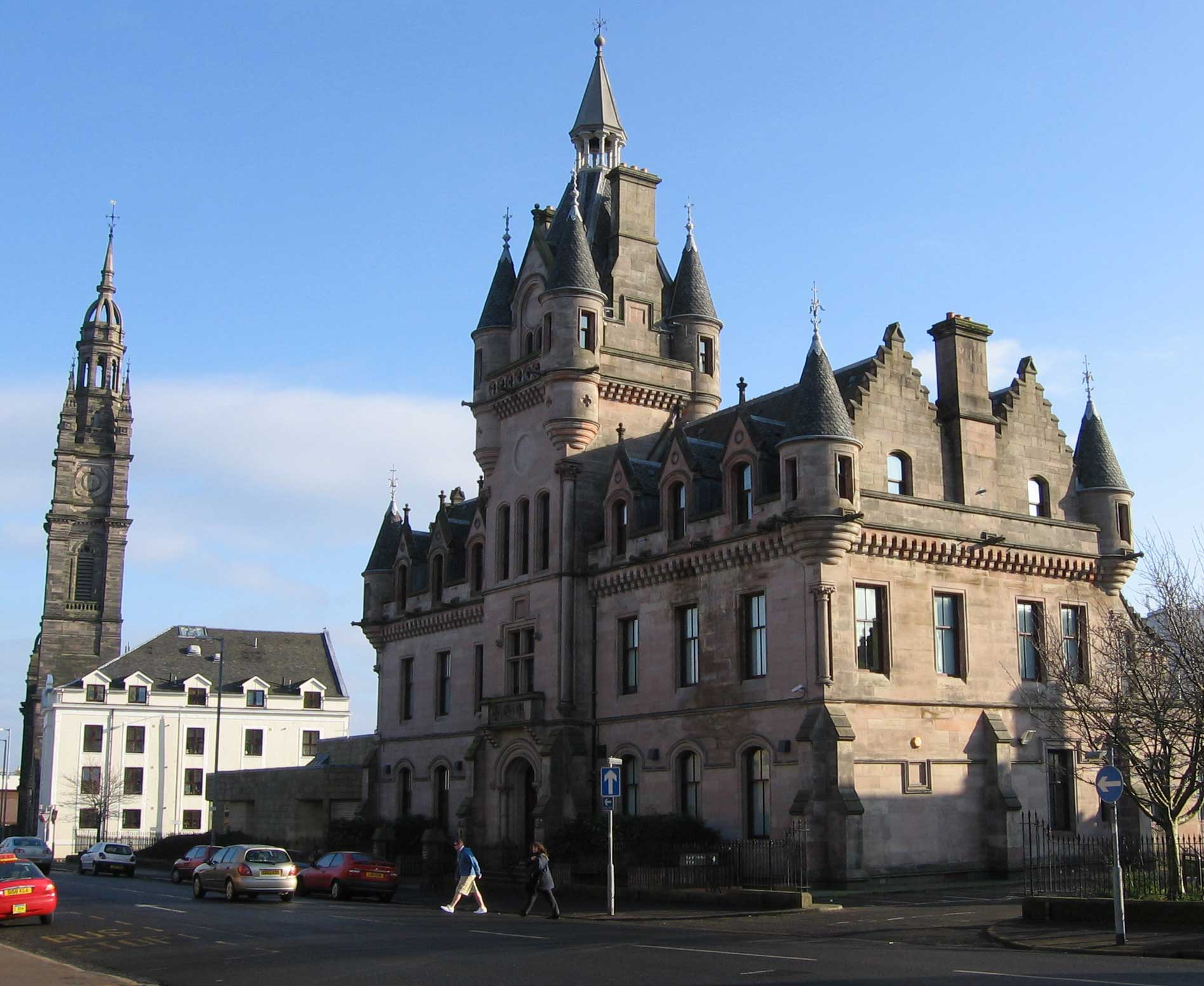
عمارة بارونية اسكتلندية من الخارج

البارونية الإسكتلندية هي أسلوب معماري لإحياء القوطية في القرن التاسع عشر، أعادت أشكال وزخارف العمارة التاريخية لاسكتلندا في العصور الوسطى المتأخرة والفترة الحديثة المتأخرة. تتميز المباني المشيدة بالأسلوب الإسكتلندي الباروني بأسقف متقنة الصنع ذات أشكال مخروطية وتوريل (أبراج صغيرة) وزينة الشرفات المزودة بالمقاذف (فتحات في الجدار لصب الزيت أو رمي السهام)، ويتصف غالبًا مسقطها بعدم التناظر. تعادل العمارة الاسكتلندية البارونية التي اشتهرت خلال الموضة الرومانسية والتصويرية، الإحياء اليعقوبي في إنجلترا خلال القرن التاسع عشر. وبالمثل، أحيت هذه العمارة المظهر القوطي المتأخر من العمارة السكنية المحصنة للنخب في أواخر العصور الوسطى وعمارة العصر اليعقوبي.
كان وليام بيرن ودايفيد برايس من بين المعماريين الذين اتبعوا الأسلوب الإسكتلندي الباروني في العصر الفيكتوري. تزامنت الرومانسية في اسكتلندا مع الهوية الوطنية الاسكتلندية خلال القرن التاسع عشر، وقد بُنيت بعض من مساكن البلاد الأكثر رمزية في القرن التاسع عشر في اسكتلندا باستخدام هذا الأسلوب، بما في ذلك قلعة بالمورال للملكة فيكتوريا وآبوتسفورد لوالتر سكوت، وفيما يتعلق بالمحيط الحضري، كان شارع كوكبرن في إدنبرة، واحدًا من الشوارع التي أُنشئت بالكامل باستخدام الأسلوب الباروني. بُنيت المباني التي استخدمت الأسلوب الباروني عادة من الحجارة سواء باستخدام تقنية الآشلار أو حجارة البناء.
حدد المؤرخون المعماريون بعد اتباعهم لما جاء في كتاب روبرت ويليام بيلينغ الذي حمل عنوان الآثار البارونية والكنسية في اسكتلندا، السمات الأسلوبية المميزة للقلاع البارونية التي بُنيت منذ القرن السادس عشر بالأسلوب الباروني الإسكتلندي والذي استمر المعماريون باستخدامه حتى الثلاثينيات من القرن العشرين. كان للأسلوب الباروني الإسكتلندي تأثير أساسي على العمارة الحديثة لتشارلز ريني ماكينتوش. اعتُبر هذا الأسلوب مصطلحًا بريطانيًا وطنيًا يرمز إلى اسكتلندا، وقد استخدم على نطاق واسع للمباني العامة والمنازل الريفية والمباني السكنية والمباني الجنونية في جميع أنحاء الإمبراطورية البريطانية. يُعد نصب الحرب الوطنية الاسكنلندية، آخر نصب ذو أهيمة بالأسلوب الباروني، إذ أُنشئ عام 1920 في قلعة إدنبرة بعد الحرب العالمية الأولى.

## الإحياء والاسم
يُطلق على الأسلوب الباروني الإسكتلندي أيضًا اسم الباروني الإسكتلندي أو البارونية الاسكتلندية أو فقط الأسلوب الباروني. اختُرع الاسم في القرن التاسع عشر، وقد جاء من كتاب روبرت ويليام بيلينغ، الآثار البارونية والكنسية في اسكتلندا، الذي نُشر عام 1852. لا يبدو أن الأسلوب قد امتلك اسمًا قبل هذا التاريخ. يفوق عدد المباني التي استخدمت أسلوب الإحياء الباروني الإسكتلندي عدد القلاع التي بُنيت بالأسلوب «الباروني» الإسكتلندي الأصلي من الفترة الحديثة المبكرة.